# Sposalizio della Vergine (Rosso Fiorentino)

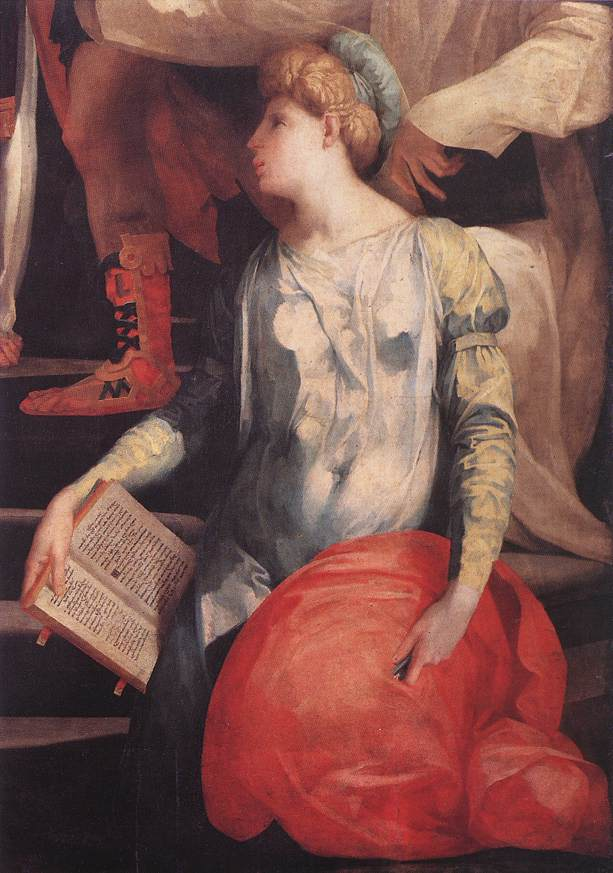
Dettaglio

Lo Sposalizio della Vergine (o Pala Ginori) è un dipinto a olio su tavola (325x250 cm) di Rosso Fiorentino, firmata e datata 1523, e conservato nella basilica di San Lorenzo di Firenze. La firma "Rubeus Florentino" si trova scritta nel libro che la santa in primo piano a destra tiene aperto, dove essa segna col dito; inoltre si trova, con la data 1523, incisa sul gradino sotto il sacerdote.

## Storia
L'opera venne commissionata da Carlo Ginori per la cappella dedicata a Maria e Giuseppe nella basilica fiorentina, già appartenente ai Masi ed acquistata dalla sua famiglia nel 1520. L'opera aveva un particolare significato devozionale, poiché davanti ad essa le giovani spose venivano a far benedire gli anelli nuziali. Forse grazie a tale uso non venne mai spostata dalla sua collocazione originale.
Nel Cabinet des Dessins di Parigi se ne conserva una copia (n. 1592) attribuita ad Antonio Circignani.

## Descrizione e stile
La scena è molto affollata e impostata simmetricamente, con al centro Giuseppe, con la mazza fiorita, che sta infilando l'anello a Maria benedetto dal sacerdote dietro di loro. Abbandonando la tradizione iconografica, senza sottostare a quei vincoli dottrinali che di lì a poco ribadirà la controriforma, Giuseppe è rappresentato come un bel giovane, anziché anziano e quindi incapace di intaccare la verginità di Maria. Una tale scelta rivoluzionaria ha sempre interessato gli studiosi e l'unica possibile spiegazione finora trovata è che voglia rappresentare simbolicamente la renovatio ecclesiae promossa da Leone X e portata avanti da Clemente VII. Non è escluso però che si tratti di una scelta dell'autore, artista ai limiti del dissacrante, per non dire in alcuni casi quasi blasfemo. San Giuseppe è stato definito somigliante al David di Donatello, secondo un'ispirazione da fonti quattrocentesche che si ritrova anche in altre opere dell'artista.
La scena principale si svolge arretrata alla sommità di alcuni gradini, ai lati dei quali si trovano alcune figure: due putti che si abbracciano, un santo monaco domenicano che indica la scena, forse san Vincenzo Ferrer (che contiene forse il ritratto del committente), una santa anziana (forse sant'Anna) e la santa giovane col libro (sant'Apollonia), che tiene in mano qualcosa di metallico, forse una chiave. L'identificazione di gran parte delle figure resta incerta.
Sguardi e gesti di queste figure indirizzano le figure in profondità, verso la scena centrale, secondo uno schema che supera ormai la tradizionale forma piramidale trasformandola in qualcosa di più complesso, in spazi saldati entro due semicerchi opposti. L'affollamento è stato letto come "una gioiosa festa popolata da vari invitati".
La tavolozza è vivace e cangiante, tipica degli sperimentatori manieristi, e col suo oscurarsi in profondità aiuta a far percepire la profondità spaziale.
Come fonti che hanno ispirato la composizione sono stati indicati gli affreschi di Pontormo e Franciabigio nel Chiostrino dei Voti, in particolare la Visitazione, con un'analoga struttura a gradini con figure in piedi, sedute e inginocchiate disposte a mezzaluna attorno al centro, e lo Sposalizio della Vergine, con la figura simile del sacerdote e la quinta architettonica dislocata appena dietro le figure. Nuova, rispetto ad esempio ad opere di appena un anno prima come la Pala Dei, è la consistenza del colore, diventato baluginante e ricco di riflessi cangianti, forse per influenza di Perin del Vaga appena tornato da Roma